# بينلون (أنغلزي)
بينلون (بالإنجليزية: Pen-Lôn)‏ هي منطقة سكنية تقع في ويلز في أنغلزي.[بحاجة لمصدر]